# Ethniki Odos 2
Die Ethniki Odos 2 (Abkürzung: EO2, griechisch Εθνική Οδός 2 ‚Nationalstraße 2‘) ist eine Fernverkehrsstraße auf dem griechischen Festland, die vom Nordwesten an der albanischen Grenze (Krystallopigi) im Regionalbezirk Florina nach Osten zur türkischen Grenze bei Kipi im Regionalbezirk Evros führt. Sie ist eine wichtige West-Ost-Verbindung im Norden Griechenlands mit einer Länge von ca. 630 km. Ihre Bedeutung als West-Ost-Transportkorridor des Straßenverkehrs hat durch die Fertigstellung der Autobahn 2 (A2, Egnatia Odos) für den Streckenabschnitt von Thessaloniki bis zur türkischen Grenze abgenommen; abschnittsweise ist die Nationalstraße 2 durch die Autobahn 2 ersetzt.

## Verlauf

### Allgemein

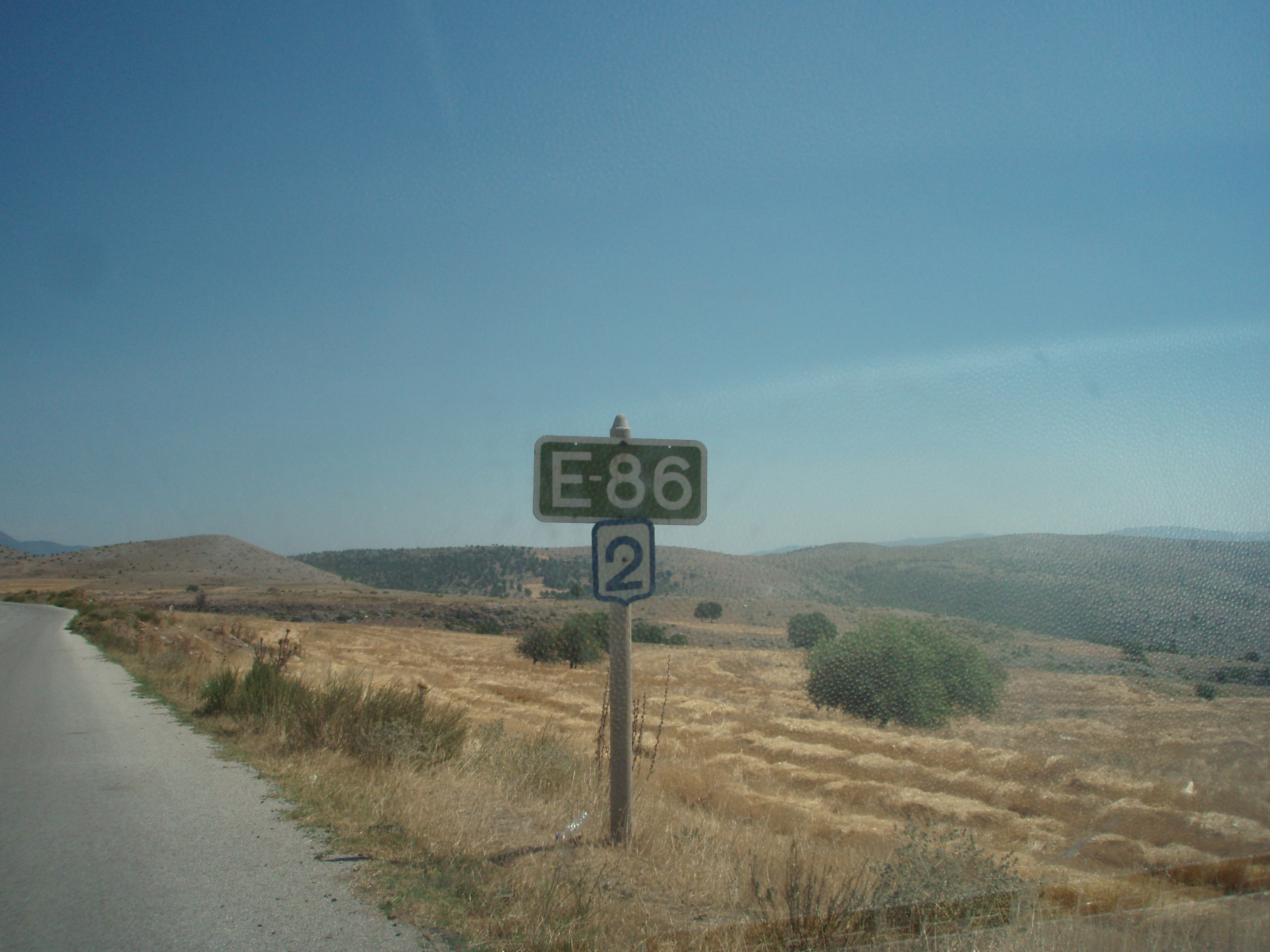
Nummernschild der Nationalstraße 2 auf dem alten Streckenabschnitt Kelli-Arnissa, Westmakedonien (Kili-Derven-Pass).

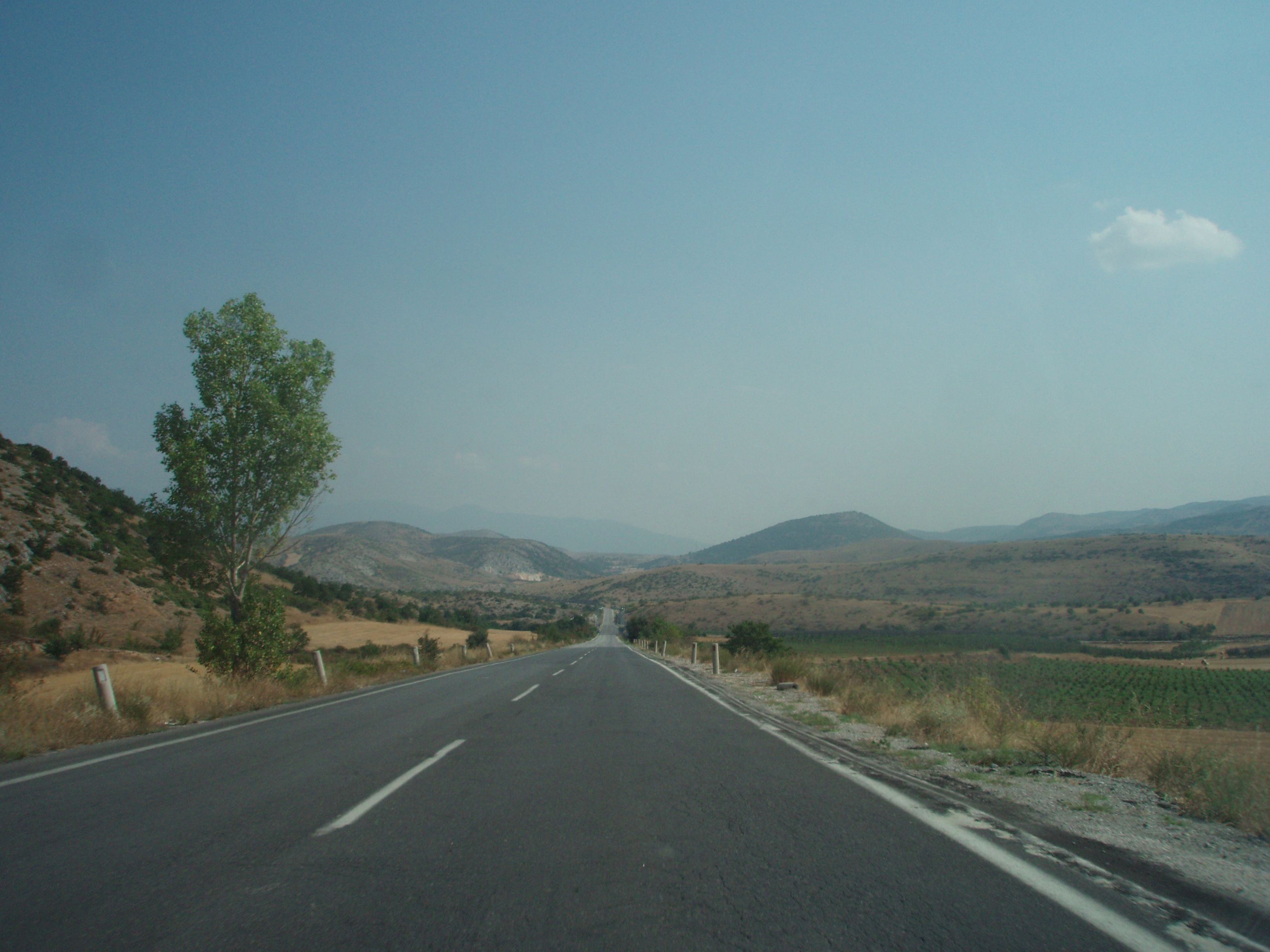
Abschnitt Amyndeo-Arnissa in Westmakedonien. Diese Neutrassierung hat den alten Kili-Derven-Pass ersetzt.

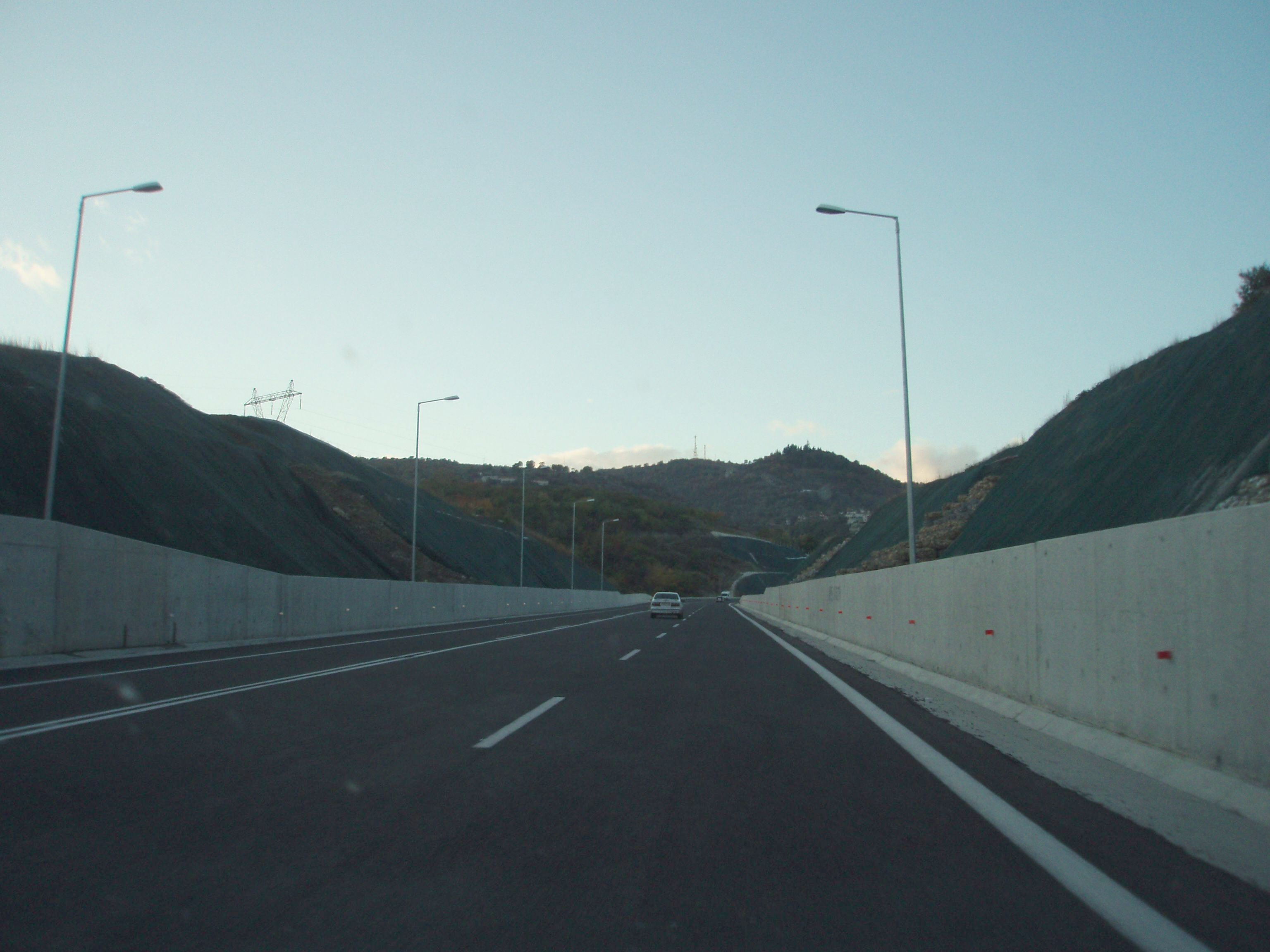
Neu eröffnete Ortsumgehung Edessa im Abschnitt Arnissa-Edessa-Giannitsa im Regionalbezirk Pella.

Die Nationalstraße 2 verläuft über weite Strecken entlang der Streckenführung der antiken Straße Via Egnatia, welche im Römischen Reich und im Byzantinischen Reich die Metropolen Rom, Thessaloniki und Byzanz verband. Ausgenommen hiervon ist der Verlauf der Via Egnatia ab dem heutigen Florina; sie verlief über Prespasee und Kleinen Prespasee, Tirana nach Durrës (Dyrrachion). Die Nationalstraße 2 hingegen verläuft von Florina nach Westen und verschwenkt dann nach Südwesten zur albanischen Grenze bei Bilisht und Krystallopigi. Von Florina über Edessa, Thessaloniki nach Amfipoli entspricht der Streckenverlauf der antiken Via Egnatia. Die heutigen kleineren Abweichungen sind auf neu trassierte Umgehungs- und Ausbaustrecken zurückzuführen. Nach der Verschwenkung der antiken Via Egnatia nach Philippi verlaufen die beiden Strecken de facto deckungsgleich.
Gleiches gilt auch für die Autobahn 2 von Igoumenitsa über Thessaloniki nach Kipi. Bis Thessaloniki führt die Autobahn 2 deutlich südlicher und westlicher als die Nationalstraße 2 (die Abstände zwischen beiden Trassen wachsen nach Westen hin).

### Westabschnitt (Florina, Pella)
Die Nationalstraße 2 beginnt an der albanischen Grenze bei Krystallopigi im Regionalbezirk Florina und verläuft zunächst östlich und dann nördlich bis zur Stadt Florina. Sie passiert dabei den Pisoderi-Pass östlich von Florina zwischen den Bergen des Vourinos und Verno (Vitsi). Vor Passage des Pisoderi-Pass zweigt eine Straßenverbindung zu den griechischen Gebieten um die Prespaseen; es ist die einzige nennenswerte und gut befahrbare Straßenverbindung in die Region um die Prespaseen. Ab dem Pisoderi-Pass verläuft die Nationalstraße 2 im Tal des Flusses Sakoulevas nach Osten in Richtung Florina und tritt am westlichen Ende der Stadt in diese ein. Sie verläuft durch die Stadt Florina und trifft am östlichen Ortseingang auf die aus dem Norden von der Grenze zu Mazedonien bei Niki kommende Nationalstraße 3. Auf einer gemeinsamen Trasse führen die Nationalstraße 2 und 3 nach Ost-Südost durch die Ebene von Florina zur kleinen Ortschaft Vevi nördlich des Klidi- und westlich des Kili-Derven-Passes. Im westlichen Ortsgebiet von Vevi teilten sich die gemeinsame Trasse der Nationalstraßen 2 und 3 vor Neubau des Streckenabschnitts um den Vegoritida-See und Petres-See. Die Nationalstraße 2 verlief durch die Ortschaft von Vevi und passierte die Höhenzüge bis zur Ortschaft Kelli (Kella). Von dort aus in unverändert ostwärts orientierter Richtung verband die Nationalstraße 2 Kella über den Kili-Derven-Pass mit der Ortschaft Arnissa in der Ebene nördlich des Vegoritida-Sees und führte dann weiter nach Osten bis zur Stadt Edessa. Die Nationalstraße 3 verlief ab der Aufteilung westlich und südlich an der Ortschaft Vevi vorbei auf den Klidi-Pass (Mala Reka-Pass) nach Amyndeo, Ptolemaida und Kozani.
Durch Neutrassierung des Klidi-Passes sowie Anlage einer östlichen und nicht mehr nördlichen Umgehung der Seen Petres und vor allem Vegoritida ist die Nationalstraße 2 nun deckungsgleich mit der Nationalstraße 3 bis südlich der Kleinstadt Amyndeo. Nach Passage der Ortschaft Vevi verschwenkt die Nationalstraße 2 (und 3) und führt über eine neu und gut ausgebaute Trasse mit Beseitigung der Spitzkurven und Steigungen nach Süden in Richtung Amyndeo. Der Klidi-Pass zwischen den Bergen Mala Reka und Lilakos wird dabei westlich der alten Trasse passiert. Nach Passage des Klidi-Pass führt die Straße in einem weiten ostwärts gerichteten Bogen um die Kleinstadt Amyndeo herum in deren Süden. Hier zweigt die Nationalstraße 3 nach Süden in Richtung Ptolemaida und Kozani ab, während die Nationalstraße 2 in neuer Trassierung und gutem Ausbauzustand südlich und östlich des Vegoritida-Sees nach Norden führt. Der Vegoritida-See wird dabei nicht küstennah, sondern in einigen Kilometern Abstand durch hügelige Landschaft umfahren. Östlich der Ortschaft Arnissa treffen sowohl die als Trasse der Nationalstraße 2 als auch die Eisenbahnlinie Amyndeo-Arnissa-Edessa mit der neuen Trasse der Nationalstraße 2 zusammen. Sie schwenkt nach Osten und verläuft auf einer Ebene (in dennoch vielen Kurven) nach Agras, führt dann entlang der südlichen Talwand des Flusses nach Edessa. Dabei passiert sie das Feuchtbiotop des Agras-Stausees an dessen Südufer.
Die Nationalstraße 2 verlief mit ihrer alten Trasse durch die Stadt Edessa: sie vollführte dabei einen scharfen Knick nach Süden, um in Serpentinen den Abstieg vom Hochplateaus Edessas zu bewerkstelligen. In der Ebene unter Edessa angekommen schwenkt sie direkt nach Osten in Richtung Giannitsa. Im Jahr 2009 wurde dieser innerstädtische Abschnitt durch eine weitläufige Ortsumgehung von Edessa abgelöst: diese führt nach der Ortschaft Agras in einem nach Süden gerichteten Bogen um die Stadt Edessa herum und endet kurz westlich der Ortschaft Rizari an der alten Trasse. Ab Rizari verläuft die Nationalstraße 2 bis nach Mesovouni auf einer älteren kurvenreichen Trasse in mäßigem Ausbauzustand. Nach Passage der Ortschaft Mesovouni wird die alte kurvenreiche Trasse nach Giannitsa verlassen und auf eine neue gutausgebaute und geradlinige Strecke bis unmittelbar westlich von Giannitsa verschwenkt. Die Nationalstraße 2 durch die Stadt Giannitsa hindurch weiter zur Ortschaft nach Nea Chalkidona. Hierbei passiert sie südlich die Ortschaft Nea Pella und das südwestlich von dieser liegende Ausgrabungsgebiet der antiken Hauptstadt Makedoniens Pella. Das archäologische Museum von Pella liegt unmittelbar an der viel befahrenen Nationalstraße 2 direkt südlich des Ausgrabungsgeländes. Diese (und andere) Gefahrenstellen sollen durch eine Neutrassierung der Nationalstraße 2 zwischen Giannitsa, Pella, Paralimni und Nea Chalkidona beseitigt werden. Nach Durchfahrt durch die Ortschaft Nea Chalkidona, wo die Nationalstraße 4 über Alexandria nach Veria abzweigt, wechselt der Ausbauzustand der Nationalstraße in eine autobahnähnliche Straße.

### Zentralabschnitt (Thessaloniki, Serres, Kavala)

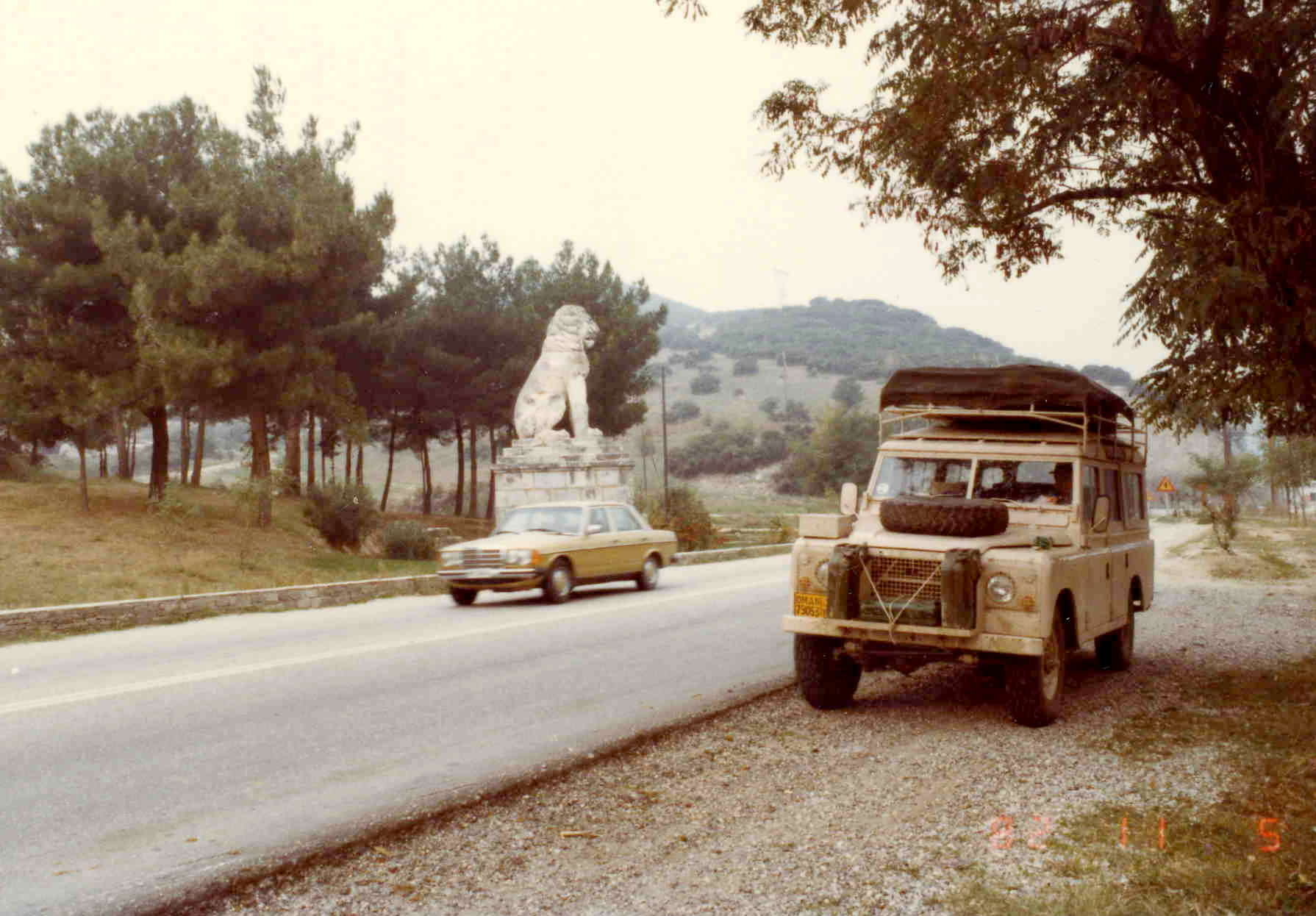
Nationalstraße 2 in der Nähe von Amphipolis.

Von Nea Chalkidona aus führt die Nationalstraße 2 weiter nach Osten in Richtung Thessaloniki. Es wird die Autobahn 1 (A1) (Evzoni-Athen) gekreuzt. Weiter nach Osten passiert sie den Norden des Industriegebiets von Thessaloniki (Sindos). Sie kreuzt die Autobahn 2 (A2) (Außenring Thessaloniki) und führt dann mit Kreuzungen und Ampeln durch die Vororte Diavata und Nea Ionia zum nach Evosmos. Hier verschwenkt die Trassenführung nach Nordosten und vereinigt sich mit dem Innenring von Thessaloniki, welcher in nordöstliche Richtung um die Stadt am Hang des Seich-Sou (Stadtwald) herumläuft. Nach ca. 5–6 km verlässt die EO2 mit einem Abzweig den Innenring von Thessaloniki und führt auf die A2 zu. Dort vereinigen sich die beiden Trassen bis zum Kreuz Serres/Langadas. Während die A2 im Norden der Seen Koronia und Volvi verläuft, verläuft die EO2 im Süden der Seen am Nordrand der Chalkidiki durch die Enge von Rentina hindurch nach Asprovalta. Von dort führen beide Strecken parallel über den Fluss Strymonas nach Amfipoli. Hier teilen sich die Trassen wieder: die EO2 verläuft im Süden der Halbinsel mit dem Berg Symvolo, die A2 im Norden des Symvolo-Berges mit einem durch diesen durchführenden Tunnel nach Kavala. Die A2 führt in einer Ortsumgehung um Kavala nördlich herum, die EO2 verläuft mitten durch die Stadt. Von Kavala verlaufen sowohl A2 als auch EO2 parallel nach Xanthi.

### Ostabschnitt (Xanthi, Rodopi, Evros)
Während die EO2 in die Stadt Xanthi hineinläuft, führt die A2 im Süden an Xanthi vorbei nach Osten. Im Verlauf nach Osten laufen die beiden Trassen nicht parallel. Die EO2 kreuzt die A2 in südwestlicher Richtung zur Lagune von Lagos verlaufend, während die A2 die Lagune von Lagos (Vistonida-See) im Norden passiert. Die EO2 nähert sich nach Nordosten verlaufend der A2 wieder an, kreuzt sie und führt in die Stadt Komotini, wohingegen die A2 im Süden an Komotini vorbeiführt. Während die EO2 nach Komotini einen „Schwenk“ nach Sapes vollführt, läuft die A2 direkt südöstlich nach Alexandroupoli und passiert die Stadt im Norden. Die EO2 verläuft von Sapes aus parallel der A2 nach Alexandroupoli, führt aber durch die Stadt hindurch und entlang der Küste bis zum Evros-Delta. Dort verschwenkt sie nach Nordost, geht durch Feres und trifft anschließend auf die A2 (Kreuz Ardani). Von dort aus verlaufen beide Trassen direkt zur türkischen Grenze bei Kipi: die A2 auf direktem Wege zum Grenzübergang Kipi, die EO2 verläuft durch die Ortschaften Peplos und Kipi.

## Streckenabschnitte, Ausbau
Der überwiegende Teil der EO2 ist im Westabschnitt eine 2-spurige Landstraße mit Gegenverkehr. Allerdings finden in den letzten Jahren umfangreiche Maßnahmen zur Verbesserung der Straße statt. Hierbei wurden bestimmte Teilstrecken ausgebaut:
- Kristallopigi – Kotas-Süd

Ausbau als (vorbereitender) Teil der Autobahn 29 (A29) (Krystallopigi/Ieropigi – Kastoria – Siatista)
- Armenochori – Vevi

Ausbau mit 2 Spuren bei Gegenverkehr, je 1 Standstreifen und bei Gebirgsabschnitten 1 Kriechspur
- Vevi – Drosia

Ausbau mit 2 Spuren bei Gegenverkehr, je 1 Standstreifen und bei Gebirgsabschnitten 1 Kriechspur
- Mavrovouni-Giannitsa

Ausbau mit 2 Spuren bei Gegenverkehr, je 1 Standstreifen und bei Gebirgsabschnitten 1 Kriechspur
- Nea Chalkidona-Thessaloniki

Ausbau mit 2 Spuren + 1 Standstreifen pro Richtungsfahrbahn (autobahnähnlich)
- Innenring Thessaloniki (Esoteriki Periferiaki Thessalonikis)

Ausbau mit 3 Spuren + 1 Standstreifen pro Richtungsfahrbahn (autobahnähnlich)

## Europastraßen
Die EO2 führt anteilig auf ihrer Route folgende Europastraßen mit sich:
- E 65: Florina – Amyndeo
- E 90: Thessaloniki – Kipi

Darüber hinaus entspricht auf dem Streckenabschnitt von Florina nach Amyndeo die EO2 der Nationalstraße 3 (EO3) (oder umgekehrt) und ist somit E 65.

## Vernetzungen

### Eisenbahn (Bahnhöfe)
Folgende Bahnhöfe liegen an der Strecke der EO2
- Florina
- Vevi
- Amyndeo
- Arnissa
- Agras
- Edessa
- Thessaloniki
- Xanthi
- Komotini
- Alexandroupoli

### Luftverkehr (Flughäfen)
Folgende größere Flughäfen befinden sich in der Nähe (<20 km Entfernung) der EO2:
- Thessaloniki
- Kavala
- Alexandroupoli

### Schiffsverkehr (Häfen)
- Thessaloniki
- Kavala
- Alexandroupoli

## Sehenswürdigkeiten

### Unmittelbar an der EO2
Folgende Sehenswürdigkeiten finden sich unmittelbar (max. 5 km Abstand) an der EO2:
- Florina – Antikes Florina
- Amyndeo – Antikes Petres
- Edessa – Wasserfall von Edessa
- Edessa – Longos (antikes Edessa)
- Pella – Antikes Pella
- Pella – Mazedonische Gräber
- Thessaloniki – Byzantinische Kirchen, Galeriusbogen, Rotonda
- Nea Apollonia – Antikes Apollonia und Heilbad
- Amfipoli – Antike Stadt Amphipolis
- Kavala – Aquädukt
- Nestos – Fluss & Naturschutzgebiet
- Lagos – Lagune von Lagos mit Kirche
- Flussdelta Evros

### In Abstand zur E.O. 2
Folgende Sehenswürdigkeiten finden sich unmittelbar (max. 40 km Abstand) an der EO2:
- Florina – Prespa-Seen
- Vergina – Grab Philipp II.
- Dion – antikes Dion
- Petralona – Höhle von Petralona
- Olymbiada – Antikes Stagira
- Philippi – Antikes Philippi
- Avdira – Antike Avdira
- Maronia – Antikes Maronia